# 65-я пехотная дивизия (вермахт)
65-я пехотная дивизия (нем. 65. Infanterie-Division) — тактическое соединение сухопутных войск вооружённых сил нацистской Германии периода Второй мировой войны.

## История
65-я пехотная дивизия была сформирована 7 июля 1942 года на территории учебного полигона города Бич в Лотарингии во время 20-й волны мобилизации Вермахта. Она формировалась под руководством генерал-лейтенанта Ганса Бёмерса.
В октябре 1942 года дивизия была переброшена в Нидерланды для несения гарнизонной службы. Следующие восемь месяцев дивизия занимала сектор прибрежной обороны A1 (острова Уолхерен, Северный Бивленд и Южный Бивленд). В это время ей пришлось отправить своих призывников для восстановления уничтоженной в Сталинграде 44-й пехотной дивизии, но взамен она получила большое количество новобранцев из Силезии.
Весной 1943 года дивизия переведена во Францию. В августе 1943 года она на две недели перебралась в Австрию, а затем направилась на юг, в Италию, когда фашистское правительство было свергнуто, и Италия перешла на сторону союзников. Дивизия выполняла функции береговой обороны на Адриатике с 10 по 22 августа и в сентябре перебралась на западное побережье в Специю. В октябре дивизия двинулась в район Кьети, а затем на побережье Адриатического моря между Пескарой и Ортоной.
65-й дивизии было приказано занять позиции на Зимней линии. Первоначально дислоцированная на побережье, неопытная дивизия была переброшена вглубь суши в пользу более опытной 1-й парашютной дивизии. Последняя воевала при Ортоне, где на Рождество 1943 года сражалась с 1-й канадской дивизией, прежде чем отойти к реке Ариелли. 65-я вместо этого сражалась у Орсоньи, где уступила часть занимаемой ею территории 8-й индийской и 2-й новозеландской дивизиям, но удержала Орсонью. Дивизия понесла огромные потери, особенно в пехоте.
В последние дни 1943 года дивизия была заменена 334-й пехотной дивизией и переброшена в Геную, где была частично восстановлена. В то же время дивизия была реорганизована в дивизию «Типа 1944» с тремя пехотными полками (145, 146, 147) по два батальона в каждом, а не два полка по три батальона. Реорганизация увеличила огневую мощь дивизии (особенно с точки зрения противотанковых орудий и пехотных гаубиц) при сохранении живой силы.
Понеся большие потери в боях на плацдарме Анцио, в июле 1944 года она была пополнена людьми из состава дивизии-тени «Восточная Пруссия», которая была сформирована во время 26-й волны мобилизации Вермахта. Дивизия участвовала в дальнейших боях за Рим, а затем сражалась во Флоренции, на перевале Фута и в сражении за Болонью, прежде чем сдаться союзникам у реки По в апреле 1945 года.

## Местонахождение
- с июля по октябрь 1942 (Франция)
- с октября 1942 по апрель 1943 (Нидерланды)
- с апрель по июль 1943 (Франция)
- с июля 1943 по апрель 1945 (Италия)

## Подчинение
- 82-й армейский корпус 15-й армии группы армий «D» (август — ноябрь 1942)
- 89-й армейский корпус 15-й армии группы армий «D» (ноябрь 1942 — август 1943)
- 76-й танковый корпус 10-й армии группы армий «C» (август 1943 — февраль 1944)
- 1-й парашютный корпус 14-й армии группы армий «C» (февраль — июль 1944)
- 85-й армейский корпус 14-й армии группы армий «C» (июль — август 1944)
- 14-й танковый корпус 10-й армии группы армий «C» (август 1944 — апрель 1945)

## Командиры
- генерал-лейтенант Ганс Бёмерс (7 июля 1942 — 1 января 1943)
- генерал-лейтенант Вильгельм Руппрехт (1 января — 31 мая 1943)
- генерал-лейтенант Густав фон Цильберг (31 мая — 1 декабря 1943)
- генерал-лейтенант Гельмут Пфайфер (1 декабря 1943 — 22 апреля 1945)

## Состав
- 145-й пехотный полк (нем. Infanterie-Regiment 145)
- 146-й пехотный полк (нем. Infanterie-Regiment 146)
- 165-й артиллерийский полк (нем. Artillerie-Regiment 165)
- 165-й противотанковый дивизион (нем. Panzerjäger-Abteilung 165)
- 165-й разведывательный батальон (нем. Aufklärungs-Abteilung 165)
- 165-й сапёрный батальон (нем. Pionier-Bataillon 165)
- 165-й батальон связи (нем. Nachrichten-Abteilung 165)
- 165-й отряд материального обеспечения (нем. Nachschubtruppen 165)
- 165-й полевой запасной батальон (нем. Feldersatz-Bataillon 165)

## Награждённые Рыцарским крестом Железного креста

### Рыцарский крест Железного креста (3)
- Генрих Вюнн — 11 июня 1944 — лейтенант, командир 7-й роты 147-го гренадерского полка
- Йохан Вэттэр — 15 июня 1944 — ефрейтор, наводчик в 14-й (противотанковой) роте 147-го гренадерского полка
- Вильгельм Финкбайнер — 20 июля 1944 — оберлейтенант, командир 14-й (противотанковой) роты 147-го гренадерского полка

### Рыцарский крест Железного креста с Дубовыми листьями (2)
- Мартин Штрахаммер (№ 545) — 11 августа 1944 — полковник, командир 146-го гренадерского полка
- Гельмут Пфайфер (№ 574) — 5 сентября 1944 — генерал-лейтенант, командир 65-й пехотной дивизии